# Wistka (przystanek kolejowy)
Wistka – przystanek kolejowy w Wistce (powiat pajęczański). Na stacji zatrzymują się tylko pociągi osobowe.

## Połączenia
- Zduńska Wola
- Chorzew Siemkowice
- Częstochowa